# Celica pomagalka
Celica pomagalka ali celica T CD4 je limfocit T, ki pomaga limfocitu B pri sintezi protiteles. Poleg tega obstaja še drugi razred celic pomagalk, ki povzroči aktivacijo drugih limfocitov T, da pride v njih do celičnega vnetnega odziva.
Celice T CD4 so dobile tako ime zato, ker na svoji površini izražajo označevalec pripadnosti 4 (CD4); gre za podskupino celic, ki izražajo ta označevalec.

## Celice pomagalke in HIV
Celice pomagalke so primarna tarča za virus HIV. Označevalec CD4 so kot primarni in nujen receptor za vezavo virusov HIV-1, HIV-2 in SIV prepoznali že leta 1984. Bistvena stopnja pri pritrjevanju virusa na celico pomagalko je vezava virusne beljakovine gp120 na CD4; vezava povzroči v celici aktivacijo določenih signalnih poti, hkrati pa tudi spodbuja apoptozo celice. Vendar CD4 kot receptor ne zadošča za vstop virusa v celico, potreben je še kemokinski koreceptor, in sicer CCR5 ali CXCR4.